# Nepenthes macrophylla
Nepenthes macrophylla is een vleesetende bekerplant uit de familie Nepenthaceae. De soort is endemisch op Sabah in Oost-Maleisië. De wetenschappelijke soortnaam is samengesteld uit de Oudgriekse woorden μακρός, makros ('groot') en φύλλον, phullon ('blad'). Aanvankelijk werd de soort als ondersoort van N. edwardsiana geklasseerd, maar hij onderscheidt zich in diverse morfologische aspecten.

## Beschrijving
Nepenthes macrophylla is een klimplant. De centrale stengel kan een lengte van meer dan tien meter bereiken en heeft een diameter van maximaal tien millimeter. Afzonderlijke stengels zijn maximaal 35 centimeter lang. Aan de maximaal 35 centimeter lange ranken bevinden zich taaie, bekervormige bladeren, aan de bovenzijde voorzien van een operculum (deksel). De bladeren kunnen een grootte bereiken van zestig bij twintig centimeter in doorsnede.

## Ecologie

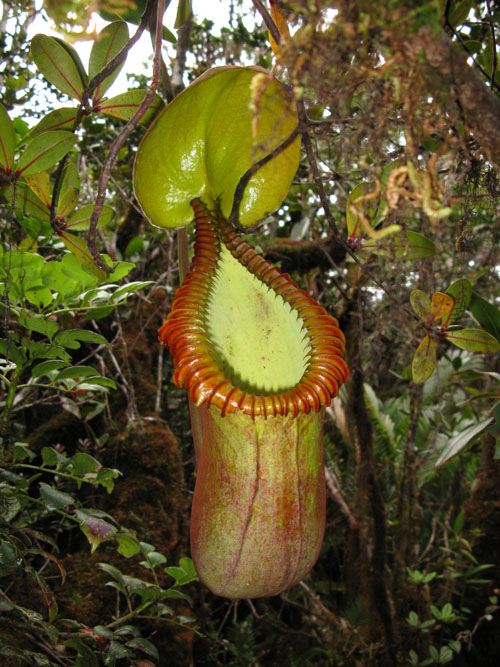
Nepenthes macrophylla in zijn natuurlijke habitat

Nepenthes macrophylla groeit in nevelige montane wouden waar de vegetatie wordt gedomineerd door Leptospermum- en Rododendron-soorten. De plant is alleen aangetroffen op de top van de Trusmadi op Sabah. Hier groeit hij op de bodem of als een epifyt. De soort is sympatrisch met N. lowii en N. tentaculata. Er zijn in het leefgebied natuurlijke hybriden aangetroffen tussen N. macrophylla en N. lowi, Nepenthes × trusmadiensis genoemd.

### Voeding
Nepenthes macrophylla voedt zich, net als alle bekerplanten, met kleine ongewervelde dieren die op het geurende nectar afkomen en via de glibberige bladranden in de met verteringssappen gevulde beker vallen. Daarnaast heeft de plant een mutualistische relatie gevormd met de bergtoepaja (Tupaia montana), een insectenetend zoogdier. Deze gebruikt de bekerplant als een rustplaats en voedt zich met de suikerrijke substantie onder het operculum. De uitwerpselen van de toepaja die in de beker vallen voorzien de plant van stikstof. Soortgelijke mutualistische relaties bestaan ook tussen de bergtoepaja en de verwante bekerplanten N. lowii en N. rajah.
... · 
N. alata · 
N. albomarginata · 
N. ampullaria · 
N. argentii · 
N. aristolochioides · 
N. attenboroughii · 
N. bicalcarata · 
N. bokorensis · 
N. bongso · 
N. boschiana · 
N. burkei · 
N. campanulata · 
N. chaniana · 
N. danseri · 
N. deaniana · 
N. densiflora · 
N. diatas · 
N. distillatoria · 
N. edwardsiana · 
N. ephippiata · 
N. gracilis · 
N. gymnamphora · 
N. hirsuta · 
N. inermis · 
N. insignis · 
N. jamban · 
N. khasiana · 
N. lamii · 
N. leyte · 
N. lingulata · 
N. lowii · 
N. macfarlanei · 
N. macrophylla · 
N. madagascariensis · 
N. masoalensis · 
N. maxima · 
N. mirabilis · 
N. monticola · 
N. northiana · 
N. ovata · 
N. peltata · 
N. pervillei · 
N. pitopangii · 
N. rafflesiana · 
N. rajah ·
N. rhombicaulis · 
N. rosea ·
N. sanguinea · 
N. sibuyanensis · 
N. spathulata · 
N. tenax · 
N. tenuis · 
N. veitchii ·
N. ventricosa ·
N. vieillardii ·
N. villosa · 
...